# 加蓬国徽

1960至1963年的加蓬国徽

加蓬國徽啟用於1963年7月15日，為盾徽。上方綠地，繪有三個金色的圓形，代表礦業，下方繪有掛上國旗的帆船，象徵航向美好未來。盾後方繪有一株奧克美树 （象徵林業），兩側由黑色的豹守護。下方綬帶書以國家格言「統一、勞動、正義」；上方綬帶書以「讓我們統一前進」。